# 熊三拔
萨巴蒂诺·德·乌尔西斯（義大利語：Sabatino de Ursis，1575年—1620年），汉名熊三拔，天主教耶稣会意大利籍传教士，利玛窦的同工。1606年来华，到北京传教，协助钦天监修订历法，1617年因南京教案被押解到澳门。1620年死于澳门。
在他之后，邓玉函（Joannes Terrentius）接替他的职位。
著有《泰西水法》、《简平仪说》、《表度说》、《中国俗礼简评》。